# KSS (entreprise)
Pour les articles homonymes, voir KSS.
KSS (株式会社ケイエスエス, Kamakura Super Station) est une société japonaise de production d’anime.
Dans les années 1990, elle produit également des jeux vidéo.

## Production

### Séries télévisées
- La Légende de Basara, (1998)
- Naruto

### Anime
- Magistrate of Darkness: Judge, (1991)
- RG Veda, (1991)
- Le Masque de Zeguy, (1993)
- Plastic Little, (1994)
- Mighty Space Miners, (1994)
- Variable Geo,(1996-1997)
- Phantom the Animation, (2004)

### Jeux vidéo
- Bishoujo Wrestler Retsuden : Blizzard Yuki Rannyuu (Super Famicom)
- King of Demons (SNES)
- Mujintou Monogatari
- Casper (Super Famicom)